# 백조자리 16
백조자리 16(영어: 16 Cygni 또는 16 Cyg)은 백조자리에 있는 다중성계이다. 백조자리 16 A, B, C로 구성된다. 지구에서부터 약 69 광년 떨어져 있다. 백조자리 16 A와 백조자리 16 B는 태양과 비슷한 황색 왜성이나 백조자리 16 C는 적색 왜성이다.

## 항성계
히파르코스 측정 천문학 프로젝트를 통해 백조자리 16의 두 별의 시차를 각각 구했다. 백조자리 A는 46.25 밀리초각, B는 46.70 밀리초각이었다. 두 별이 서로 중력적으로 묶여 있기 때문에, 두 별이 지구로부터 떨어진 거리는 같다고 가정하면, 지구에서 A까지의 거리 또는 B까지의 거리는 약 21.15 파섹이다.
사실 백조자리 16은 세 개의 별로 이루어져 있다. A와 C는 서로 가까이 붙어 돌고 있으며(73 천문단위), A-C로부터 B는 매우 멀리 떨어져 있다(860 천문단위). 이 값에 의하면 B는 A-C를 최소 18,200년 ~ 최대 130만 년에 한 바퀴 돌며, B의 공전궤도 긴반지름은 대략적으로 최소 877 ~ 최대 15,180 천문단위가 된다. B의 공전면은 A-C에 대해 약 100 ~ 160도 기울어져 있다.
A와 B는 우리 태양과 비슷한 황색 왜성이다. 제네바-코펜하겐 조사 자료에 의하면 두 별의 질량은 태양과 거의 비슷하다. 두 별의 나이를 잰 결과 A와 B의 생성 시기는 조금 간격이 있었다. 그러나 둘 다 태양보다는 훨씬 더 늙었으며, 거의 100억 살에 육박하는 것으로 드러났다.
반면 C는 적색 왜성으로, 나머지 두 별에 비해 훨씬 더 어둡다.

## 외계 행성
백조자리 16 B는 외계 행성 하나를 거느리고 있다. 1996년 발견했으며, 이심률 큰 궤도를 그리면서 어머니 항성을 돌고 있다. 1 공전주기는 지구 시간으로 798.5일이며, 공전궤도 긴반지름은 1.68 천문단위이다. 시선속도법을 이용하여 발견했는데, 이 때문에 알려진 백조자리 16 Bb의 질량은 최솟값(목성 질량의 1.68배)이다.
METI 메시지를 송신한 곳 중에 백조자리 16도 포함되어 있다. 메시지는 유라시아 대륙에서 가장 큰 규모인 70미터 유파토리아 행성 레이다를 이용하여 전송했다. 메시지의 이름은 코스믹 콜 1(우주의 부름 1)이며, 1999년 5월 24일 전송했다. 거리를 고려할 때 이 메시지는 2069년 백조자리 16에 도착할 것이다.
추가 관측 결과에 의하면 항성으로부터 0.3 천문단위 바깥으로는 행성이 안정적으로 생겨날 수 없으며, 따라서 지구형 행성을 찾으려면 0.3 천문단위 안쪽을 살펴봐야 한다. 상기 관측에 의하면 백조자리 16 항성계에 기존에 발견된 Bb를 제외하고, 해왕성 질량 이상 되는 천체는 존재하지 않는다.
| 동반천체 (가까운 순서) | 질량 (MJ)    | 공전주기 (일) | 공전궤도 반지름 (AU) | 이심률        |
| ---------------------- | ------------ | ------------- | -------------------- | ------------- |
| b                      | >1.68 ± 0.15 | 798.5 ± 1.0   | 1.681 ± 0.097        | 0.681 ± 0.017 |

## 같이 보기
- 백조자리 61
- 양자리 30
- 물고기자리 54